# Halichondria (Halichondria) carotenoidea
Halichondria (Halichondria) carotenoidea is een gewone sponsensoort uit de familie van de Halichondriidae. De wetenschappelijke naam van de soort is voor het eerst geldig gepubliceerd in 2011 door Alvarez & Hooper.